# 讷约伊瑟勒
讷约伊瑟勒（法語：Neuhaeusel，发音：[nœjœjzəl]；德语：Neuhäusel；阿尔萨斯语：Neihisel）是法国下莱茵省的一个市镇，属于阿格诺-维桑堡区（Haguenau-Wissembourg）和比什维莱尔县（Bischwiller）。该市镇总面积3.05平方公里，2009年时的人口为356人。

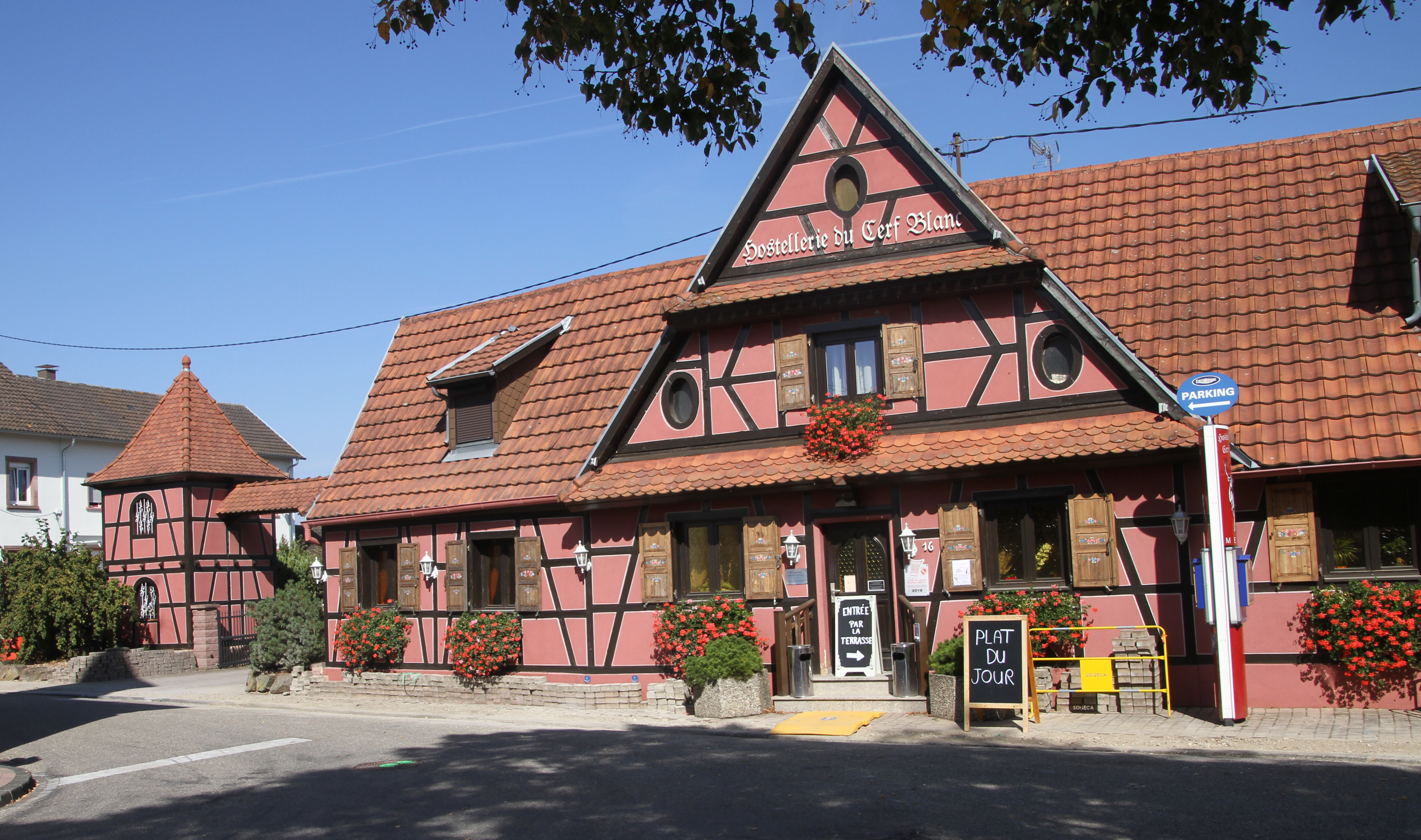

## 人口
讷约伊瑟勒人口变化图示